# Велешковичи (Лиозненский район)
Велешковичи (бел. Веляшко́вічы) — агрогородок в Лиозненском районе Витебской области Республики Беларусь. Административный центр Велешковичского сельсовета.

## География
Расположен в 14 км напрямую от г. п. Лиозно, в 54 км от Витебска.

## История
В 1906 году в Веляшковской волости Витебского уезда Витебской губернии.
В 2008 году деревня Велешковичи преобразована в агрогородок.

## Население

### Численность
- 2009 год — 413 жителей

### Динамика
- 1996 год — 459 жителей, 184 дворов
- 1999 год — 434 жителей
- 2009 год — 413 жителей (перепись населения)[4]
- 2019 год — 371 жителей

## Инфраструктура
- Почтовое отделение
- Сельская участковая больница
- Магазины

## Культура
- Дом культуры
- Библиотека
- Музей ГУО "Велешковичская средняя школа имени А. Ф. Данукалова Лиозненского района"

## Достопримечательность
- Братская могила советских воинов и партизан
- Приход храма Святого Николая Чудотворца Витебской епархии Белорусской православной церкви

## Галерея

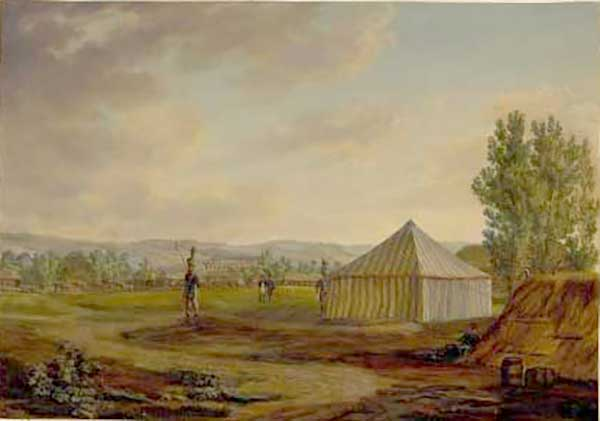
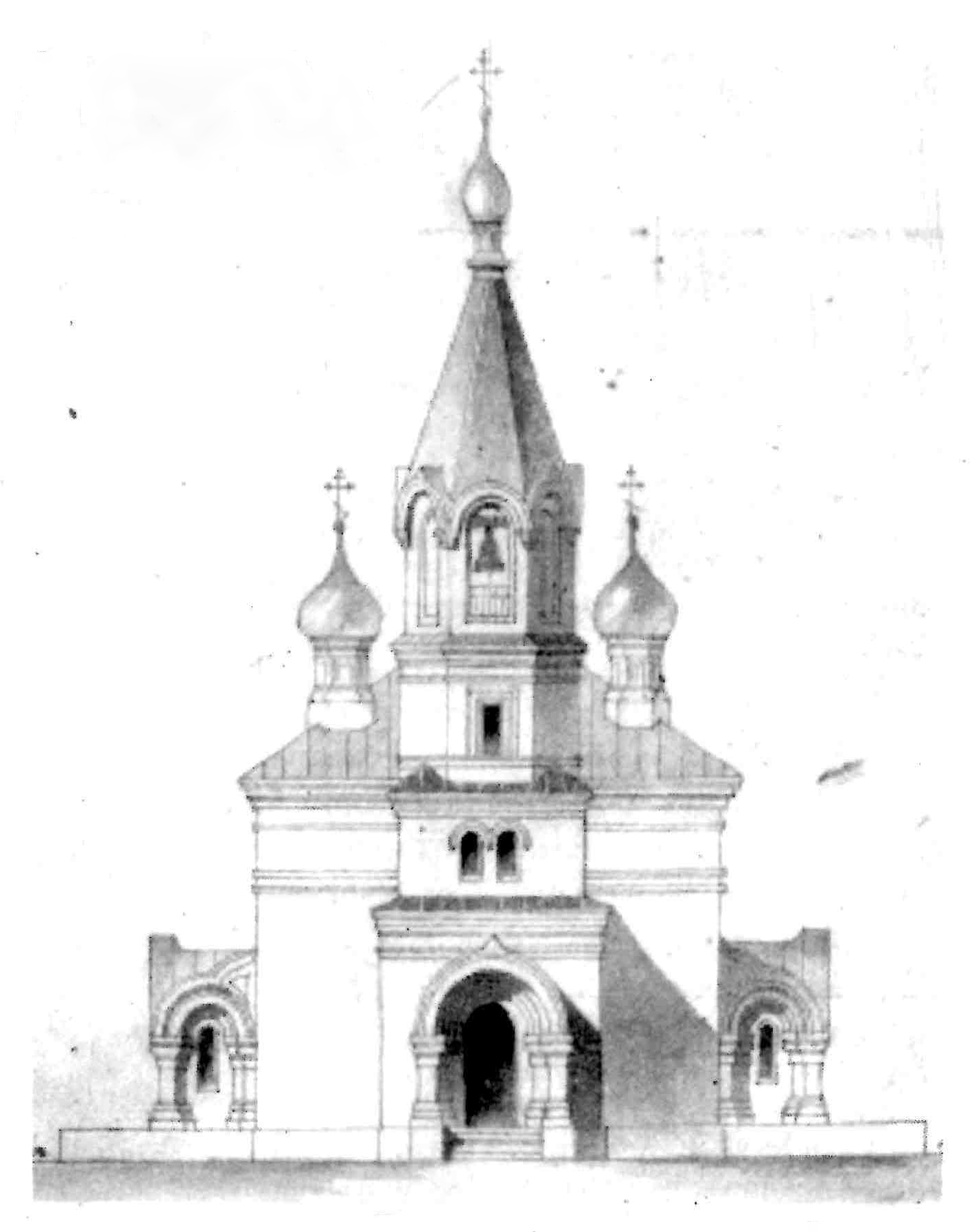
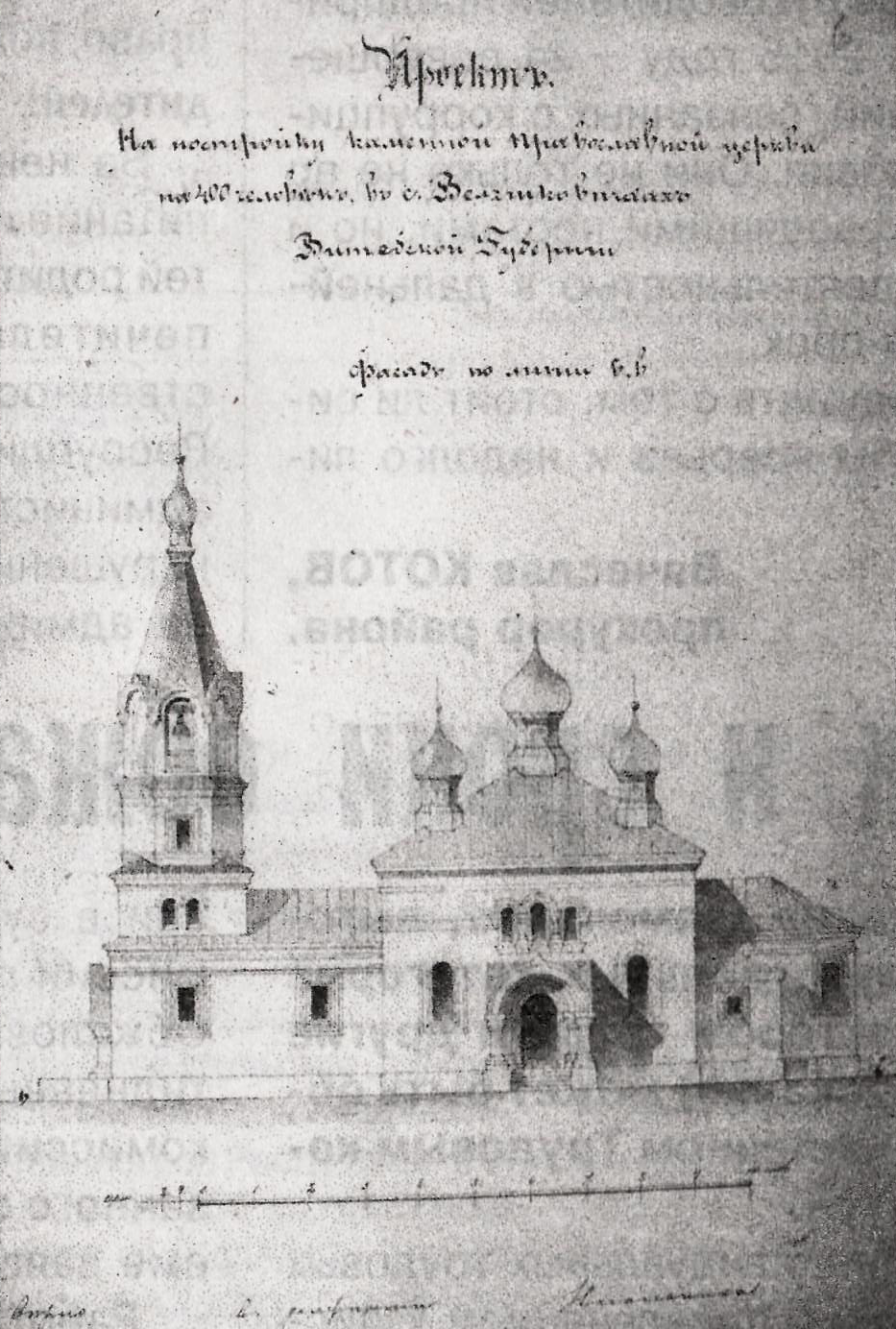
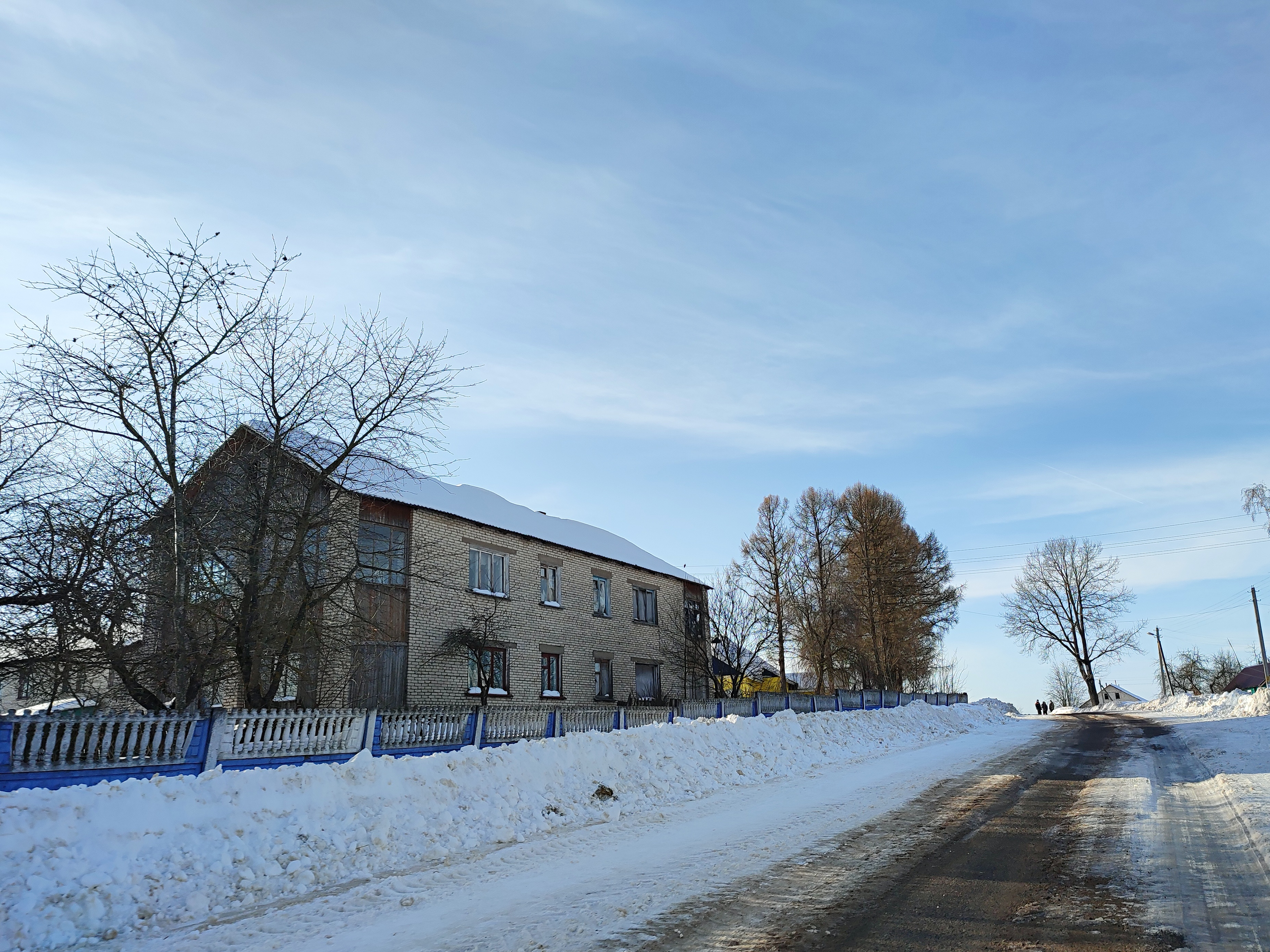
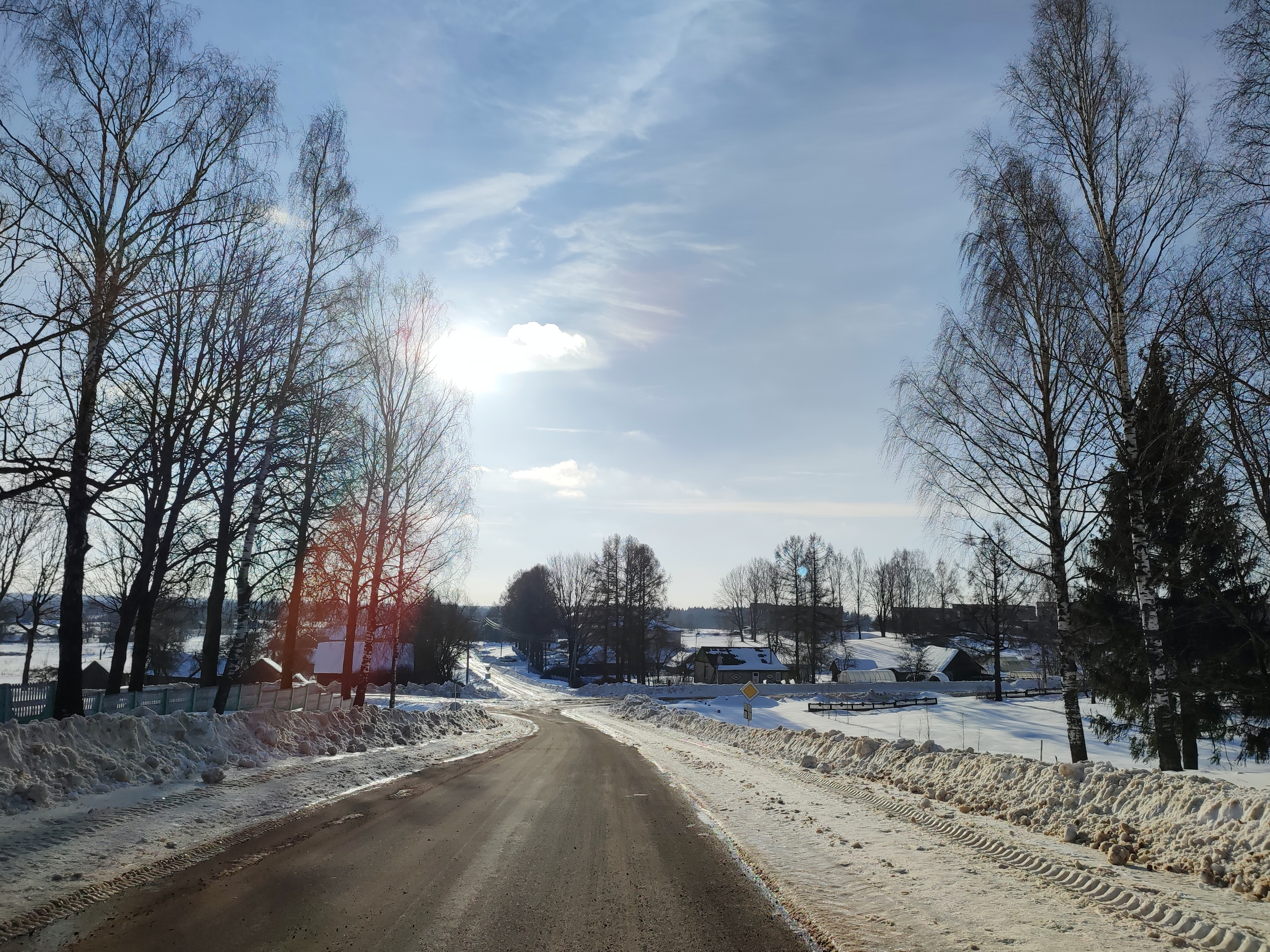
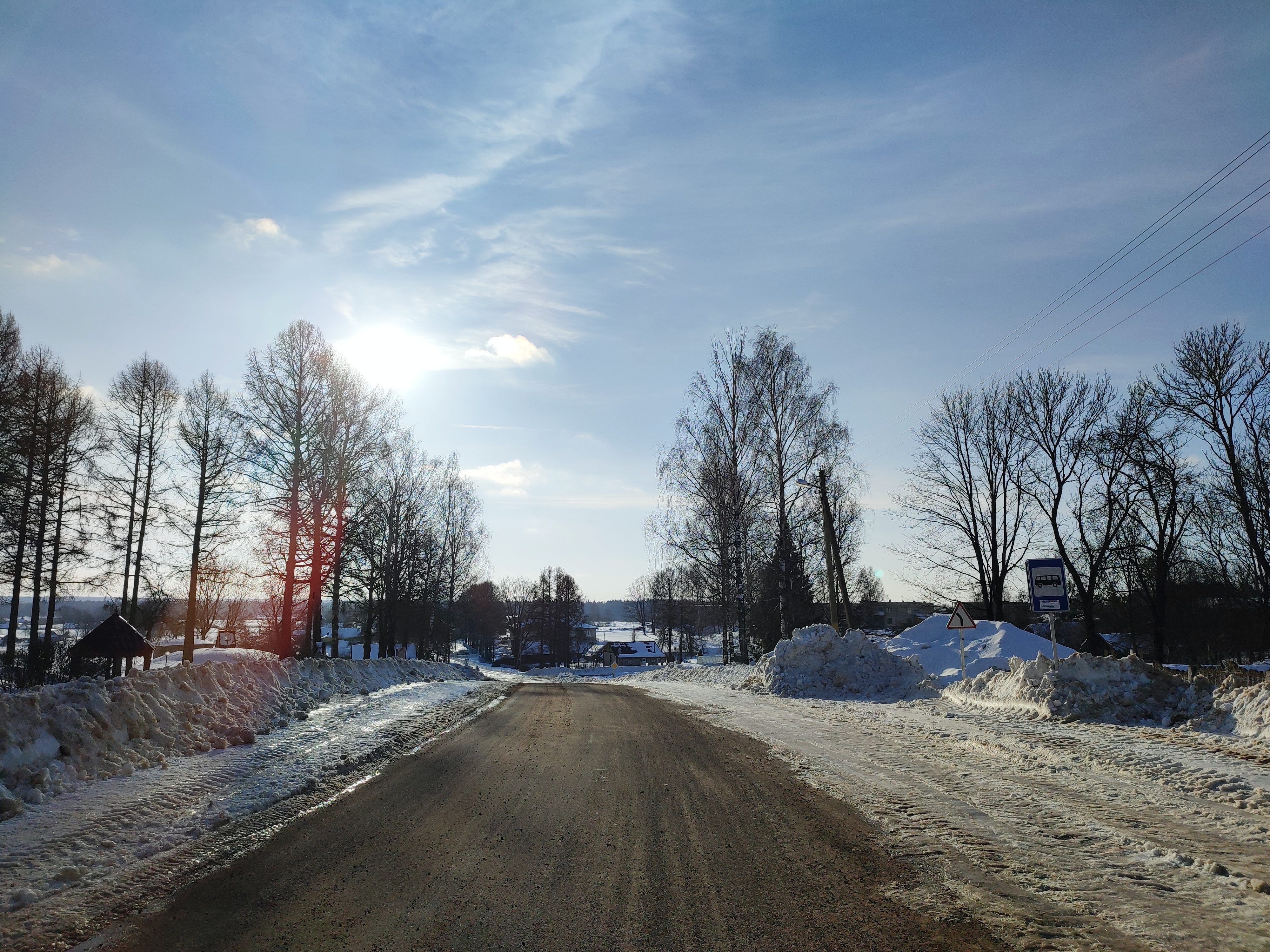